# Otto Korff gen. Schmising (Domdechant)
Otto Korff gen. Schmising (* im 15. Jahrhundert; † 30. Juli oder 31. Juli 1494) war Domdechant in Münster.

## Leben

### Herkunft und Familie
Otto Korff gen. Schmising entstammte dem westfälischen Adelsgeschlecht Korff, dessen Familienzweige zu den ältesten landsässigen Adelsfamilien des Münsterlandes gehören. Zahlreiche namhafte Persönlichkeiten sind daraus hervorgegangen. Er war der Sohn des Everd Korff zu Harkotten und dessen Gemahlin Frederun Ketteler. Sein Bruder Heinrich war von 1433 bis 1494 Domherr in Münster. Seine Neffen Wilbrand, Hermann und Bernhard waren Domherren in Münster.

### Wirken
Als Domherr erstmals nachweisbar ist Otto am 22. Oktober 1443. Seine Wahl zum Domscholaster fiel auf den 8. November 1460. In dieser Funktion oblag ihm die Leitung der Domschule. Im Jahre 1484 erhielt er die Domdechanei nach dem Tode seines Vorgängers Hermann von Langen. Als Domdechant oblag ihm die Leitung des Domkapitels.